# François Meyers
François Guillaume Marie Hubert Meyers (Roermond, 4 november 1836 - Maastricht, 6 december 1915) was een Belgisch politicus en burgemeester voor de Katholieke Partij.

## Biografie
François Meyers was een zoon van arrondissementscommissaris Willem Meyers en Maria Anna Stolsenberg. Hij trouwde met Marie-Louise Jaminé, dochter van advocaat, volksvertegenwoordiger en burgemeester Joseph Laurent Jaminé. Hij was de vader van magistraat Armand Meyers en politicus Georges Meyers.
Hij studeerde aan de Katholieke Universiteit Leuven en promoveerde er tot doctor in de rechten (1859). Hetzelfde jaar werd hij tot Belg genaturaliseerd. Hij vestigde zich als advocaat in Tongeren en oefende het beroep uit tot aan zijn dood. Hij werd in dezelfde stad gemeenteraadslid (vanaf 1876), schepen (1874-1876) en burgemeester (1876-1879 en 1885-1911). 
In 1882 werd hij verkozen tot katholiek volksvertegenwoordiger voor het arrondissement Tongeren-Maaseik en vervulde dit mandaat tot in 1894. In 1894 werd hij senator en bleef dit tot aan zijn dood.